# Адам Севідж
Адам Севідж (англ. Adam Whitney Savage; нар. 15 липня 1967, Нью-Йорк, США) — американський інженер і педагог, спеціаліст зі спецефектів, ведучий передачі «Руйнівники міфів».

## Біографічні відомості
Адам почав робити свої власні іграшки з тих пір, як зміг тримати ножиці. Свого часу він працював кіномеханіком, мультиплікатором, графічним дизайнером, теслею, розробником іграшок, зварювальником, ландшафтним дизайнером. У роботі він використав безліч різних матеріалів таких як метал, папір, скло, пластмаса, гума, піна, працював з гідравлікою, з неоном (це далеко не повний список).
З 1993 року Адам сконцентрувався на індустрії спецефектів. Він працював над такими всесвітньо відомими фільмами як Зоряні Війни: Епізод I — Прихована Загроза, Епізод II — Атака Клонів, Термінатор 3: Повстання машин, Матриця 2: Перезавантаження, Матриця 3: Революція. Також разом зі своїм другом Джеймі Гайнеманом вони зіграли епізодичні ролі у фільмі «Премія Дарвіна» і «CSI: Місце злочину».
В даний час, додатково до роботи над «Руйнівниками міфів», Адам викладає передове моделювання в Академії Мистецтв Сан-Франциско. Він також знаходить час, щоб реалізовувати себе у творчості. Більше 50 виставок в Сан-Франциско, Нью-Йорку та інших містах США включали його твори.